# Ягубець
Ягу́бець — село в Україні, у Христинівській міській громаді Уманського району Черкаської області. Розташоване на обох берегах річки Удич (притока Південного Бугу) за 14 км на південь від міста Христинівка.

## Історія
У XV ст. кримчаки часто нападали на Уманщину, так спустошували її, що швидко з неї стала «Гуманська пустеля». Люди тікали звідси. І донині численні підземні ходи під Уманню ховають у собі безліч таємниць. Відомо, що один з таких ходів вів у район так званих Жовтих Верб. Саме тут розкинулось містечко Обозівка (тепер с. Ягубець), у якому розмішувалися військова та продовольча бази, за першим покликом готові були вирушити в похід обози. У 1653 р. гетьман польський Чарнецький, ганяючись за полковником Богуном і знищуючи навколо Умані села, на Великдень увійшов в Обозівку, перебивши всіх людей. За сумнівними переказами, священник, який у цей день відправляв літургію, намагався втекти в ближній ліс, але поляки наздогнали його. Не витримавши катувань, панотець розказав про розташування уманського війська. Кажуть, що слова «Я — губець» вилетіли з вуст нещасного священника, коли він, знаючи про свій тяжкий гріх, впав навколішки та простягнув до неба руки, прохаючи Бога захистити людей, яких він зрадив. Відтоді містечко Обозівка перейменовано на Ягубець.[джерело?]
На початку XX ст. селом Ягубець володів барон Мейендорф Федір Єгорович. Він із сім'єю проживав у Петрограді, а маєток здавав в оренду поміщику — німцю Карлу Мартіну. Населення на той час складало 1420 осіб.
З приходом до влади більшовиків першим головою ревкому було обрано Хлівнюка Миколу. У 1922 р. в селі було обрано сільську раду, перший голова — Безносюк Микола.
У 1929 р. в с. Ягубець, під час примусової колективізації, було створено перший колгосп «Борці Жовтня», у 1930 р. — колгосп «9 січня».
Під час Голодомору 1932—1933 років, тільки за офіційними даними, від голоду померло 114 мешканців села.
У роки німецько-радянської війни жителі села воювали на фронтах проти нацистських загарбників, 154 з них не повернулися до рідних домівок. Багато жителів Ягубця за участь у боях отримали державні нагороди, серед них Герой Радянського Союзу Дмитрик Петро Тодосійович.
У післявоєнні роки в селі було створено два колгоспи — «Борці Жовтня», «Перше Травня» і радгосп.
У 1960 р. колгоспи й радгосп об'єднано в одне господарство, яке мало 2613 га землі. У 1963 р. господарство очолив М. В. Андрієнко. У 1968 р. радгосп побудував нове приміщення сільської ради, медпункт. У 1969 р. почалася добудова школи, будівництво побуткомбінату, завершилося будівництво двоповерхового будинку.
Сьогодні у селі є школа, будинок культури, дитсадок, магазин, бібліотека, ФАП.
На території сільради діє ДП СГП «Ягубець».

## Населення
За даними перепису 2001 року в селі мешкало 1143 особи.

### Мовний склад
Рідна мова населення за даними перепису 2001 року:
| Мова       | Чисельність, осіб | Доля     |
| ---------- | ----------------- | -------- |
| Українська | 1 124             | 98,34 %  |
| Російська  | 16                | 1,40 %   |
| Інше       | 3                 | 0,26 %   |
| Разом      | 1 143             | 100,00 % |

## Пам'ятки
- Ягубецький парк

Мірошніченко Артур Станіславович  
Учасник АТО і повномасштабного вторгнення 
росії в Україну.
Народився
5.08.1988р. с.Ягубець - загинув 30.10.2022р поблизу с.Водяне Донецької області.
- Дмитрик Петро Федосійович — Герой Радянського Союзу.
- Юрченко Андрій Іванович (1926—2007) — радянський футболіст.